# Berežská župa (Československo)
Berežská župa (v letech 1921–1926 někdy též Mukačevsko-berežská župa) byla jedna ze žup, jednotek územní správy na Podkarpatské Rusi v rámci prvorepublikového Československa. Byla vytvořena převážně vydělením z uherské Berežské župy. Existovala v letech 1919–1926, původně měla rozlohu 2 899 km², po roce 1921 pak 3 347 km². Jejím správním centrem bylo v letech 1919–1921 Berehovo a následně do roku 1926 Mukačevo.

## Historický vývoj
Když československá armáda obsadila v první polovině roku 1919 většinu Podkarpatské Rusi, byla dne 6. června 1919, kvůli konsolidaci poměrů na tomto území během odchodu maďarských komunistických a rumunských jednotek, neoficiálně vyhlášena vojenská diktatura pod velením francouzského generála v československých službách Edmonda Hennocquea. Podkarpatská Rus byla postupně rozčleněna na čtyři župy, které vycházely z administrativních celků vytvořených zde Uherskem. Jedním z těchto celků byla i Berežská župa, která vznikla z jižní části původní uherské Berežské župy. Samotné Berehovo bylo československým vojskem pod velením Jana Hostaše obsazeno 22. července 1919. V Berehově byla v září 1919 zřízena expozitura mukačevského županského úřadu, ještě v témže roce však začal úřad vykonávat svou činnost jako samostatný s plnou působností. Při reorganizaci podkarpatoruských žup v roce 1921 získala Berežská župa část území zrušené Mukačevské župy, zatímco část jejího stávajícího území nově připadla župě Marmarošské.
Expozituru županského úřadu vedl rusínský právník Ivan Želtvaj, pozdější župan Užhorodské župy. V čele župy měl stát vládou jmenovaný župan, došlo však pouze k jmenování dočasného správce župy. Tím byl pravděpodobně až do září 1921 Antonín Licht, který se po sloučení berežské a mukačevské župy k 15. září 1921 vzdal politické služby na Podkarpatské Rusi. Sídlo župy se nacházelo v Berehovu, po reorganizaci žup v roce 1921 v Mukačevu.
Berežská župa existovala do 30. června 1926. K 1. červenci 1926 byly všechny župy na Podkarpatské Rusi sloučeny v jedinou, Podkarpatoruskou župu.

## Geografie
Berežská župa se nacházela na jižní Podkarpatské Rusi, v okolí řek Tisy a Boržavy. Na západě sousedila s Užhorodskou župou, na severu původně s Mukačevskou župou (zrušena 1921), na východě pak s Marmarošskou župou. Jižní hranice byla zároveň státní hranicí s Maďarskem, od roku 1921 byla severní hranice župy zároveň státní hranicí s Polskem.

## Administrativní členění
Před reorganizací v roce 1921 se Berežská župa členila na pět slúžňovských okresů (Berehovo, Chust, Iršava, Kosino a Sevluš) a jedno město se zřízeným magistrátem (Berehovo), které bylo na úrovni okresu. Po roce 1921 se situace kvůli snižování počtu okresů měnila, a nakonec byla Berežská župa tvořena pěti slúžňovskými okresy (Berehovo, Iršava, Mukačevo, Svalava a Nižní Verecky) a jedním magistrátním městem (Mukačevo).